# Glycaspis gradata
Glycaspis gradata är en insektsart som beskrevs av Moore 1970. Glycaspis gradata ingår i släktet Glycaspis och familjen rundbladloppor. Inga underarter finns listade i Catalogue of Life.